# 루이스 웨인

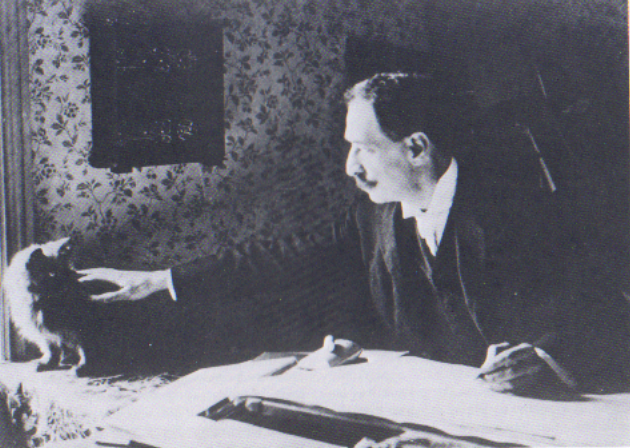
작업대에 앉아 고양이를 만지는 루이스 웨인.

루이스 웨인(Louis Wain, 1860년 8월 5일~1939년 7월 4일)은 영국의 미술가로, 의인화한 큰 눈의 고양이 그림을 꾸준히 그린 것으로 잘 알려져 있다. 논쟁의 여지는 있지만, 일부 정신과의는 웨인의 작품에 드러나는 징후를 증거로 그가 말년에 조현병을 앓은 것으로 추정하고 있다.

## 생애와 작품

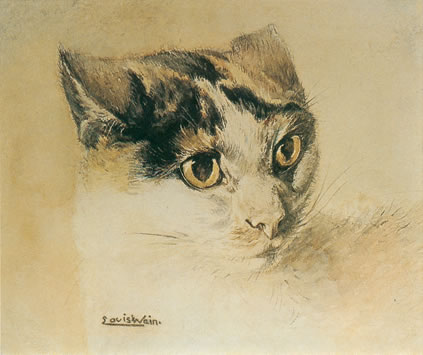
웨인이 경력 초기에 그린 사실적인 모습의 고양이.

루이스 윌리엄 웨인은 1860년 8월 5일 런던의 클에서 태어났다. 그의 아버지는 직물 상인이자 자수업자였으며, 어머니는 프랑스인이었다. 그는 부모의 여섯 자녀 중 첫째였으며, 유일한 남자였다. 그의 다섯 여자 형제는 모두 결혼을 하지 않았다. 그가 서른 살 때 막내 동생은 정신병 진단을 받고 정신병원에 입원하였다. 남은 자매들은 어머니와 함께 일생을 보냈고, 루이스 또한 자기 삶의 대부분을 이들과 함께 했다.
웨인은 입술갈림증을 가지고 태어났는데, 의사는 웨인의 부모에게 그가 열 살이 될 때까지 학교에 가거나 교육을 받지 않아야 한다고 요구했다. 어린 시절, 그는 종종 학교에 가지 않았고, 유년기의 많은 시간을 런던을 돌아다니는데 보냈다. 이후 루이스는 웨스트 런던 예술 학교에서 공부하였고 그곳에서 짧은 기간동안 교사로 일하였다. 스무 살이 되던 해, 웨인은 아버지가 죽음 이후 어머니와 다섯 동생의 생계를 책임지게 되었다.

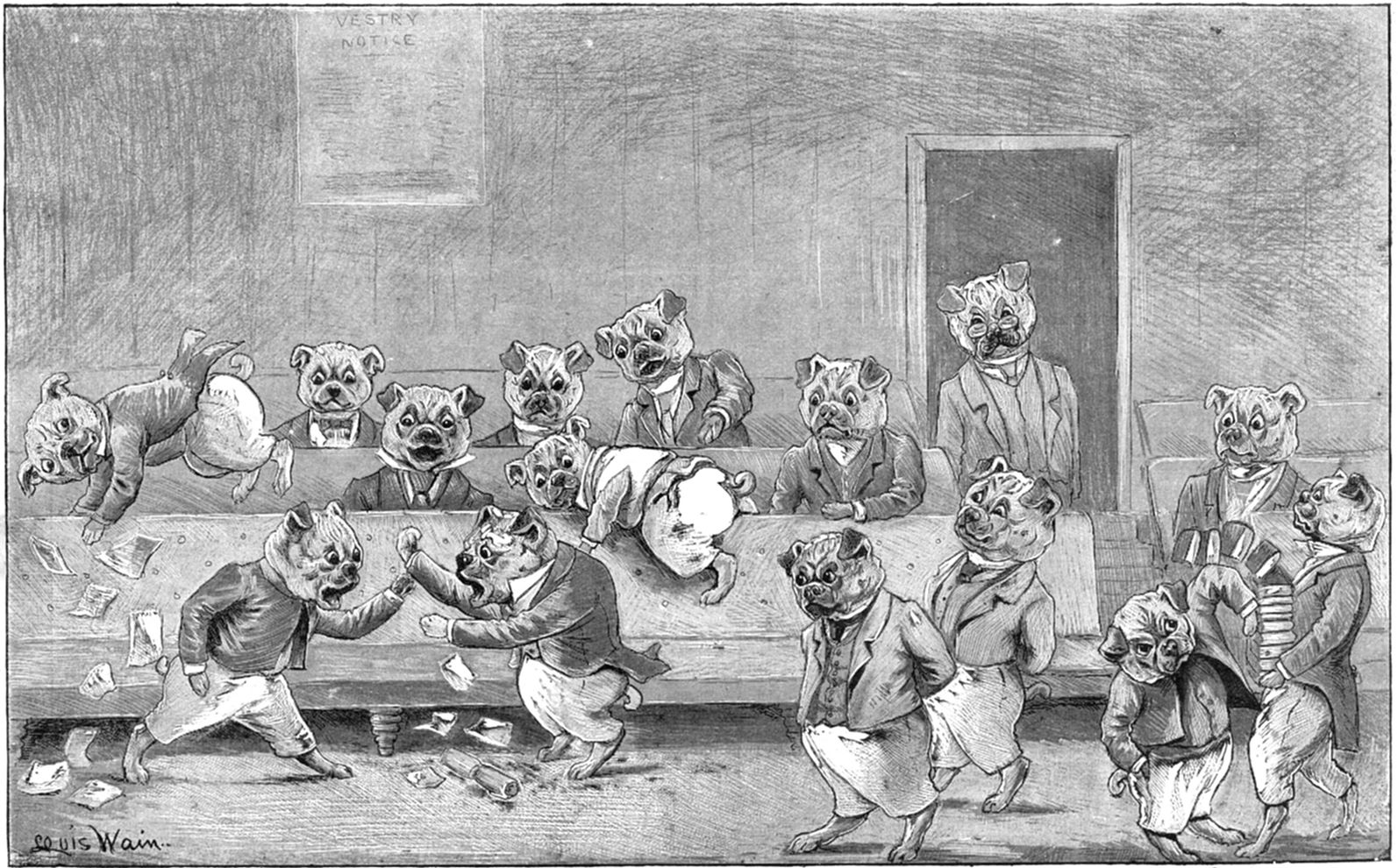
루이스 웨인의 초기 캐리커처로, 고양이보다 불독을 특징으로 하였다.

웨인은 곧 교사를 그만두고 프리랜서 미술가가 되었고, 이 활동을 통해 상당한 성공을 거두었다. 그는 동물과 시골 풍경을 전문으로 그렸으며, 몇몇 잡지사에서도 일을 시작하여 《일러스트레이티드 스포팅 앤 드라마틱 뉴스》에서 4년동안 체류하였고, 1886년부터는 《일러스트레이티드 런던 뉴스》에서 일하였다. 1880년대 웨인의 작품은 영국 시골 주택과 토지의 세세한 삽화를 비롯해 농업박람회의 의뢰로 가축을 그린 것이 있었다. 이 시기 그의 작품에는 다양한 종류의 동물이 담겼으며, 생애 내내 온갖 종류의 동물을 그리는 실력을 유지해나갔다. 한 순간에, 그는 개 초상화를 그리면서 생계를 꾸리기를 희망했다.
웨인은 스물세 살 때 여동생들의 여자 가정교사인 열 살 연상의 에밀리 리처드슨과 결혼하여 런던 북부의 햄프스티드로 이주하였다. 에밀리는 얼마 지나지 않아 유방암에 걸렸고, 그들이 결혼한 지 3년 만에 생을 마쳤다. 에밀리가 죽기 전, 웨인은 그의 경력을 특징지을 주제를 발견하였다. 부부는 어느 비오는 밤 울고 있는 고양이 소리를 듣고 검정과 하양 무늬를 가진 새끼 길고양이를 구조하여 피터라고 이름 지었다. 에밀리는 투병 기간동안 반려묘 피터로부터 많은 위로를 받았고, 마음의 기운을 복돋았다. 루이스는 그런 피터의 모습을 스케치하기 시작했고, 에밀리는 이 스케치들을 출판하기를 권유하였다. 그녀는 작품이 출판되기 전에 죽었지만, 웨인은 계속해서 고양이 스케치를 그렸다. 그는 나중에 피터에 대해 다음과 같이 썼다. "단언컨대, 그는 내 경력의 창립이고, 내 최초의 노력의 발전이며, 내 작품을 성립시켰다." 피터의 모습은 웨인의 초기 출판 작품에서 많이 찾아볼 수 있다.

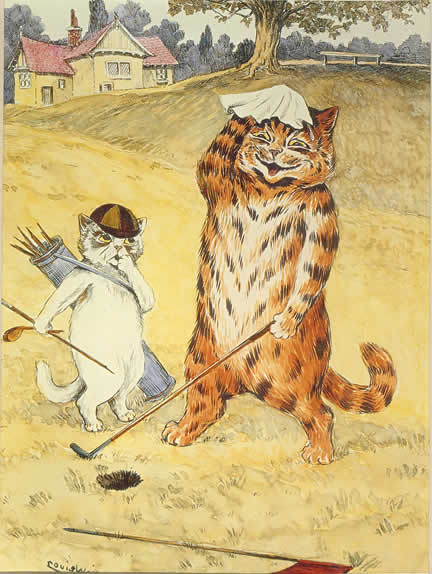
웨인은 의인화한 고양이로 잘 알려져 있다.

1886년, 웨인이 첫번째 그린 의인화한 고양이가 《일러스트레이티드 런던 뉴스》의 크리스마스 특집에 "새끼 고양이들의 크리스마스 파티"라는 제목으로 실렸다. 이 삽화는 피터를 닮은 것도 많은 150마리의 고양이가 초대장을 보내고, 종을 달고, 게임을 하고, 대화를 나누는 모습이 열한 조각으로 펼쳐져 묘사되어 있다. 이 삽화에는 고양이들이 아직 네 발에 옷을 입지 않고 있으며, 웨인의 후기 작품의 특징이라고 할 수 있는 사람과 같은 다양한 감정 표현을 하고 있지 않다. 그는 조지 헨리 톰슨이라는 가명으로 어니스트 니스터가 출판하고 클립튼 빙햄이 지은 수많은 어린이용 도서의 삽화를 그렸다.
이듬해부터 웨인이 묘사하는 고양이는 서서 걷고, 대체로 웃는 표정에 다른 과장된 표정도 지었으며, 투박하고 현대적인 옷을 입기도 하였다. 웨인의 삽화는 고양이들이 악기를 연주하고, 차를 내오고, 카드놀이를 하고, 낚시를 하고, 담배를 피우고, 오페라에서 밤을 즐기는 모습을 보여주었다. 이러한 의인화된 동물 묘사는 빅토리아 잉글랜드에서 선풍적인 인기를 끌었고, 인쇄물, 기념일 카드, 존 테니얼의 풍자 삽화에도 종종 찾아볼 수 있었다.
웨인은 그 다음 30년동안 다작을 한 예술가였으며, 때때로 1년에 몇백 장이나 되는 그림을 그리기도 하였다. 그는 백여 권의 어린이 도서 삽화를 그렸으며, 그의 작품은 신문, 잡지에서 찾아볼 수 있었으며, 1901년부터 1915년까지 《루이스 웨인 애뉴얼》이 발간되기도 하였다. 또한 그의 작품은 정기적으로 그림 엽서로 재생산되었으며, 오늘날에도 이 엽서들을 찾는 수집가들의 수요가 매우 높다. 웨인은 1898년과 1911년 국제 고양이 클럽의 의장을 역임하였다.
웨인의 삽화는 종종 인간의 행동, 풍자된 일시적 열풍, 당시의 패션을 패러디하였다. 그는 다음과 같이 적었다. "나는 식당이나 공공장소로 스케치북을 들고 가서 다른 자세를 가진 사람들의 모습을 가능한한 그들의 인간적 특징에 가깝게 고양이로 그려낸다. 이것은 내게 이중성을 주며, 이 공부가 나의 가장 유머러스한 작업이 될 것이라 생각한다."
웨인은 우리의 말 못하는 친구 연맹 관리 이사회(Governing Council of Our Dumb Friends League), 고양이 보호를 위한 협회(Society for the Protection of Cats), 동물 생체해부 반대 협회(Anti-Vivisection Society) 등의 동물 자선 단체에서 활동하였다. 그는 또한 국제 고양이 클럽에 활동하면서 때때로 위원회의 총장과 의장 역할을 수행하였다. 그는 잉글랜드에서 고양이가 받아온 멸시를 박멸하는데 도움을 주어야 한다고 생각했다.
많은 인기에도 불구하고 웨인은 일생동안 재정적 어려움에 시달렸다. 그는 어머니와 자매들을 부양할 책임을 가지고 있었고, 사업적 감각이 뛰어나지 못했다. 웨인은 겸손하고 순진하여 쉽게 착취당했고, 출판 시장에서 거래를 할 준비를 갖추지 못했다. 그는 종종 그의 그림을 완전히 팔아버려 복제 생산에 대한 권리를 주장하지 못했다. 그는 쉽게 속았고, 때때로 새로운 창안이나 다른 영리 사업 계획의 계약으로 인해 자신이 사기를 당한 것을 알게 되기도 하였다.
그는 1907년 뉴욕으로 여행하여 그곳에서 허스트 신문에 〈캣츠 어바웃 타운〉(Cats About Town)과 〈그리말킨〉(Grimalkin) 등의 코믹 스트립을 그렸다. 뉴욕을 향한 그의 비판적인 자세는 그를 언론의 비난 대상으로 만들었지만, 그의 작품은 널리 사랑받았다. 그는 새로운 형태의 등잔에 경솔하게 투자하여 전보다 더 적은 돈을 가지고 고향으로 돌아갔다.

## 정신질환

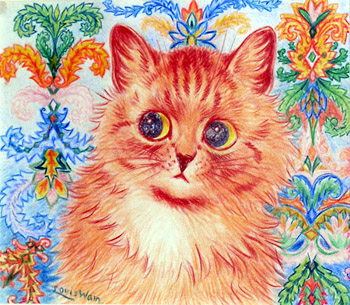
이 시기에 많이 그려진 고양이 그림 중 하나로, 배경에 추상적인 무늬가 그려져 있다. 심리학자들은 이렇게 늘어난 추상적 표현을 웨인의 조현병 징후로 예증한다. 그러나 다른 이들은 웨인의 "벽지 고양이"가 단순히 그의 어머니가 만든 직물의 무늬를 상기시키는 것뿐이라고 주장한다.

일부 학자는 웨인의 조현병 발병이 고양이의 배설물로 감염되는 톡소포자충에 의해 촉진되었다고 추측한다. 톡소플라스마증이 조현병을 일으킬 수 있다는 이 학설은 그 기원이 일찍이 1953년까지 거슬러 올라가지만, 아직도 현재진행형인 연구 주제이다.
그의 자매들이 더 이상 그의 변덕스러운 행동과 간헐적인 폭력을 견딜 수 없게 되자, 그는 마침내 1924년 투팅에 위치한 스프링필드 정신병원의 빈민 병동에 수용되었다. 1년 후, 그는 그곳에서 발견되었고, 그가 처한 상황이 널리 알려지면서 H. G. 웰스, 총리의 사적인 중재를 통한 호소가 이어졌다. 웨인은 서더크의 베들렘 왕립 병원으로 이동하였고, 1930년이 되어 런던 북부의 하트포드셔 주 세인트올번스에 가까운 냅스버리 병원으로 다시 이동하였다. 이 병원은 정원과 고양이 무리가 많은 상대적으로 쾌적한 곳이었고, 그는 그의 마지막 15년을 이곳에서 보냈다. 웨인은 점점 착란에 빠지기 시작했지만, 그와 동시에 변덕스러운 감정 기복은 사그라들었고, 계속 재미삼아 그림을 그렸다. 이 시기에 그의 작품은 주요한 주제는 동일하게 남아있었으나 밝은 색상, 꽃, 복잡하고 추상적인 무늬를 특징으로 하였다. 그는 1939년 7월 4일 사망하여 런던 켄잘그린의 세인트 메리 로만 카톨릭 공동묘지에 위치한 아버지의 무덤에 함께 묻혔다.

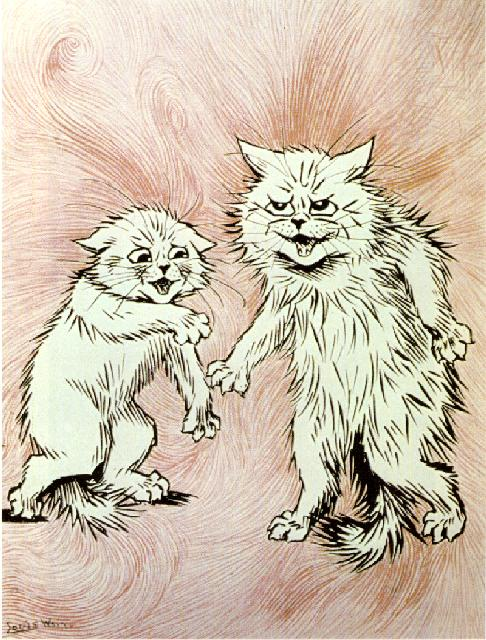
웨인이 베들렘 왕립 병원에서 그린 많은 작품 중 하나. 대체로 이 그림은 그곳에서 그린 그의 작품을 대표하지 않는다.

마이클 피츠제럴드 박사는 웨인의 조현병 가능성에 이의를 제기하며, 그의 증상이 아스퍼거 증후군에 더 가깝다고 주장하였다. 이 주장에서, 피츠제럴드는 웨인의 예술이 나이가 들고나서 추상적 자연을 차용했다고는 해도, 조현병을 가진 사람에게서 나타날 수 있는 화가로서의 기교 감소는 일어나지 않았다고 지적하였다.

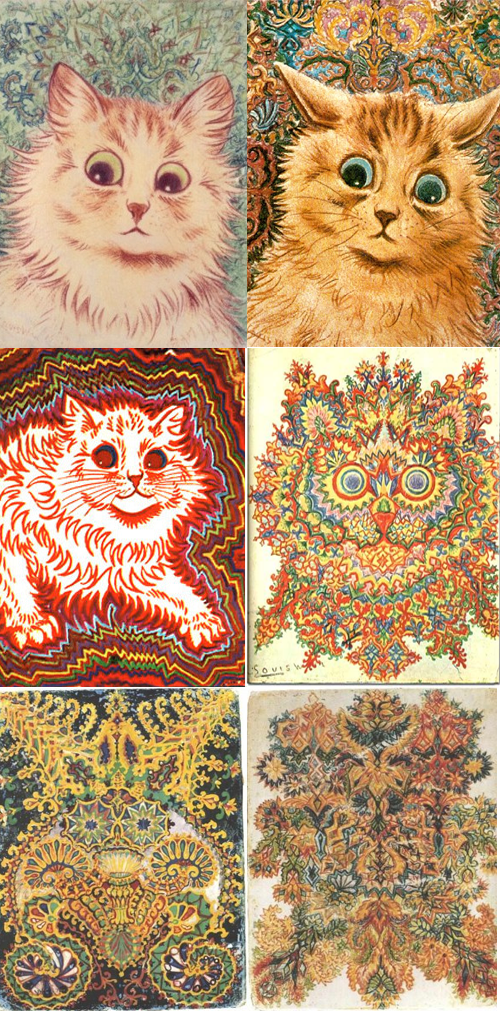
정신병원에서의 지내는동안 루이스 웨인이 사용한 다양한 예술 양식. 이 작품들이 어떤 순서로 완성되었는 지는 알려진 바가 전혀 없다. 실제로, 다른 그림이 시작되거나 완성되었을 때 일부는 작업중이었다.

웨인이 그린 일련의 그림은 일반적으로 심리학 교과서에서 그의 심리 상태가 악화되면서 작풍도 변화한다고 추정하여 보여주는 예시로 사용된다. 그러나, 웨인이 이 작품들에 날짜를 쓰지 않았기 때문에, 교과서에 보여지는 순서대로 그림이 그려졌는지 여부는 알 수 없다. 《루이스 웨인: 고양이를 그린 남자》(Louis Wain: The Man Who Drew Cats)의 저자 로드니 데일은 이 그림들이 웨인의 정신 건강이 악화되는 예시로 사용될 수 있다는 믿음을 비판하며 다음과 같이 적었다. "웨인은 아직까지 틀에 박힌 고양이 그림을 그렸던 삶에서 아주 늦게 무늬와 고양이들을 실험하였고, 아마 10년 뒤 그의 [추측건대] '후기' 작품은 고양이보다 무늬에 가깝다.
그러나 2012년, 케빈 반 에켈렌 박사는 1930년 루이스 웨인의 초기 (이야기) 작품인 루이스 웨인 새끼 고양이 책(Louis Wain Kitten Book)에서 일찍이 나타나는 정신병 환자의 무늬에 대한 기사를 제의하였다. 이 분석은 '정상'과 '광기' 사이의 연속에 초점을 맞춘 정신병의 모방적(지라디안) 관점을 바탕으로 한다.
2012년 12월, 정신과 의사 데이비드 오플린 박사는 베들렘 왕립 병원 기록 보관소 박물관의 변화무쌍한 고양이 전시회의 전시 설명회에서 일련의 작품들이 두 남자의 창작이라는 관점을 제의하였다. "루이스 웨인이 작품을 창작하였고, 정신과 의사 왈터 매클레이(1902년~1964년)가 그것을 일련으로 정리하였다(유튜브의 Two men and eight cats - 유튜브). 오플린은 매클레이가 일련의 작품을 그가 가진 발상의 증거로 보았을 것이라 추측하였다. 이 발상은 정신병을 야기하는 예술과 메스칼린에 기반한 1930년대 실험을 부분적인 바탕으로 한 것으로, 조현병의 악화와 인간의 창조 능력의 상관 관계에 대한 것이었다. 하지만 아웃사이더 예술 경험을 토대로 보자면 이것은 사실이 아니다. 웨인의 후기 작품을 보면서, 오플린은 이것이 정신병의 악화가 아닌, 중대한 실험과 색상 사용임을 이해했다. 일련의 작품이 조합된 것으로 알려지고, 그림들이 1960년대부터 날짜가 기록되지 않았음에도 불구하고, "작품에서 어떤 표현, 다시 말해 정신병의 악화는 존재하지 않으며, 놀랄만큼 확고하다." 이 일련의 작품은 "정신병원 예술의 모나리자"가 되었다.

## 유산
H. G. 웰스는 그에 대해 다음과 같이 말했다. "그는 고양이를 자신의 것으로 만들었다. 그는 고양이 양식, 고양이 사회, 고양이 세계 전체를 창조하였다. 잉글랜드의 고양이가 루이스 웨인의 고양이처럼 보지도 살지도 않는 것은 그들에게 부끄러운 일이다."
그의 작품은 높은 소장 가치를 가지고 있지만 위조된 것이 흔한 편이다. 웨인은 암포라 세라믹에서 생산한 많은 도자기 조각을 만들어내기도 하였다. "미래파 고양이"라고 부르는 조각에는 각을 이룬 모양에 고양이들과 개들이 기하학적인 무늬와 함께 그려져 있다. 이것들은 입체파 예술 양식과 도자기에 드러난 웨인의 예술적 표현으로 간주되고 있다.

## 저서 목록
웨인의 서적은 모두 퍼블릭 도메인이지만, "를 제외하면 어느 것도
- ter.
- All Sorts of Comical Cats. Verses by Clifton Bingham London: Ernest Nister
- Fun at the Zoo with Verses By Clifton Bingham,
- Funny Favourites. Forty-five Pen-and-Ink Drawings by Louis Wain. London. Ernest Nister.
- Madame Tabby's Establishment (1886)
- Our Farm: The Trouble of Successes Thereof (1888)
- Dreams by French Firesides (1890)
- Peter, A Cat O'One Tail: His Life and Adventures (1892)
- Old Rabbit the Voodoo and Other Sorcerers (1893)
- The Dandy Lion (1900/01)
- Cats (1902)
- Pa Cats, Ma Cats and their kittens (1903)
- The Louis Wain Kitten Book (1903)
- Cat's Cradle (1908)
- Louis Wain's Cat Painting Book (c.1910)
- Louis Wain's Cats and Dogs (c. 1910)
- The Louis Wain Nursery Book (c. 1910)
- Louis Wain's Cat Mascot (postcard coloring book, c.1910)
- Father Tuck's Struwwelpeter as seen by Louis Wain, told in Merry Rhymes by Norman Gale (c.1910), second Edition Fidgety Phil and Other Tales (c. 1925)
- Daddy Cat (1915)
- Little Red Riding Hood and Other Tales (1919)
- Somebody's Pussies (1925)
- The Boy who shares my name (1926)

## 참고 문헌
- The English Cat Artist - Louis Wain by Heather Latimer, 2002, ISBN 0-943698-27-8.Papyrus Publishers.
- Louis Wain - King of the Cat Artists by Heather Latimer, 1982, ISBN 978-0-943698-00-7 PapyrusPublishers.
- The Cats of Louis Wain, Patricia Allderidge, Bibliothèque de l'Image, 2000, ISBN 2-909808-91-2
- Louis Wain: The Man Who Drew Cats, by Rodney Dale, William Kimber 1968, ISBN 1-85479-098-6
- E. Fuller Torrey and Robert H. Yolken (November 2003). Toxoplasma gondii and Schizophrenia. Emergent Infectious Diseases.
- Louis Wain: A Picture Postcard Checklist by Christine Booth & Brian Lund (Reflections of a Bygone Age, 2003) ISBN 1-900138-78-6
- Vincent, Adrian (1989). 100 Years of Traditional British Painting. London: David & Charles. ISBN 0-7153-9446-0
- Sauer, Walter (2008). Der Katzen-Struwwelpeter. Slovenly Kittens. Neckarsteinach: Edition Tintenfaß. ISBN 978-3-937467-47-4